# Iotrochota agglomerata
Iotrochota agglomerata är en svampdjursart som beskrevs av Marcus Lehnert och van Soest 1999. Iotrochota agglomerata ingår i släktet Iotrochota och familjen Iotrochotidae.
Artens utbredningsområde är havet kring Jamaica. Inga underarter finns listade i Catalogue of Life.